# Prieuré du Val Saint-Benoît
Le prieuré du Val Saint-Benoît est un prieuré situé sur le territoire de la commune d'Épinac dans le département français de Saône-et-Loire et la région Bourgogne-Franche-Comté.
Il se trouve au creux d’un vallon, dans l’épaisse forêt des Battées.

## Historique
En 1237-1238, à la suite d’un vœu à la Vierge Marie, Gaultier, seigneur de Sully, sa femme et son fils donnent le lieu appelé « Val-Saint-Benoît » aux frères venus du prieuré de Val-Croissant, lui-même filiation de l'abbaye du Val-des-Choues. Cet ordre fut établi en 1197, sous la règle de saint Benoît. Chaque moine avait en charge une parcelle de terre. L’église fut construite rapidement. Gaultier meurt le 5 mars 1240 et est inhumé dans l’église du Val-Saint-Benoît. Son fils Hugues, chanoine de la cathédrale d’Autun, fit exécuter en son honneur un bas-relief représentant ses obsèques.
1359 : en pleine guerre de Cent Ans, le prieuré est endommagé par les Anglais.
Au XVe siècle sera édifiée la chapelle des Loges, joyau du gothique flamboyant.
1541 : destruction du cloître.
Prospère jusqu’en 1400, la vie du monastère s’étiole par la suite, notamment à partir de l'instauration du régime de la commende, jusqu'à être supprimé en 1705.

## Restauration
Le prieuré, abandonné depuis la fin du XVIIe siècle, dut attendre les années 1970 pour que des premières mesures de sauvegarde soient entreprises. Sa réhabilitation intervint après que les propriétaires du prieuré eurent confié à la Société des amis des arts et de l'histoire (SAAH) d'Autun la mission de sauver le monument, d'en assurer la conservation, la protection et la réhabilitation, ce qui fut fait dans le cadre d'une opération baptisée « Renaissance du prieuré du val Saint-Benoît », placée sous la présidence d'honneur de madame la duchesse de Magenta (propriétaire des lieux) et officiellement lancée en février 1973, avec le soutien de l'historien et archiviste départemental Raymond Oursel, qui avait déploré un peu plus tôt l'état d'abandon du monument. 
A l'occasion des journées européennes du patrimoine 2022 ont été fêtés les 40 ans de restauration du Val Saint-Benoît.

## Protection
Le monument (église et chapelle des Loges, bâtie en appendice latéral) avait fait l'objet d'un classement au titre des monuments historiques par un arrêté du 23 octobre 1926.

## Vie monastique
Depuis 1982, des religieuses appelées par l’évêque d’Autun pour redonner à ce lieu sa vocation de prière, les sœurs de Bethléem et de l'Assomption de la Vierge, sont installées sur ce lieu qu'elles restaurent ; communauté fondée en 1950 – s'inspirant elle-même de la vie cartusienne, à caractère partiellement érémitique – y fonde le monastère Notre-Dame-d'Adoration comportant un cloître fait d'une quinzaine d'ermitages. 
Celles-ci vivent de la vente de leurs produits d'artisanat, art religieux essentiellement (statues, faïence, cuir, icônes...).